# Cerco de Jebus
O cerco de Jebus é descrito em passagens da Bíblia hebraica como tendo ocorrido quando os israelitas, liderados pelo rei Davi, sitiaram e conquistaram a cidade cananéia de Jerusalém, então conhecida como Jebus (em hebraico: יבוס, Yəḇūs). Os israelitas ganharam acesso à cidade realizando um ataque surpresa e Jebus (ou Jerusalém) foi posteriormente instalada como a capital do Reino Unido de Israel sob seu nome inicial de Cidade de Davi.
A identificação de Jebus com Jerusalém foi contestada. O estudioso bíblico dinamarquês Niels Peter Lemche observa que todas as menções não bíblicas de Jerusalém encontradas no antigo Oriente Próximo se referem à cidade com o nome de Jerusalém, oferecendo como exemplo as cartas de Amarna, que são datadas do século XIV a.C. e se referem a Jerusalém como Úrusalim. Ele afirma que "Não há evidências de Jebus e dos jebuseus fora do Antigo Testamento. Alguns estudiosos consideram Jebus um lugar diferente de Jerusalém; outros estudiosos preferem ver o nome de Jebus como uma espécie de nome pseudoétnico sem qualquer contexto histórico".

## Descrição bíblica
A captura de Jebus é mencionada em Samuel 5: e Crônicas 11: com formulações semelhantes:

E Davi e toda Israel foram a Jerusalém, isto é, a Jebus, onde estavam os habitantes da terra, os jebuseus. Os habitantes de Jebus disseram a Davi: “Você não entrará aqui”. No entanto, Davi tomou a fortaleza de Sião, ou seja, a Cidade de Davi .— Crônicas 11:4-5

## Evidência arqueológica
Um estudo de 10 anos com Carbono 14 confirmou que a Cidade de Davi era a Cidade de Jebus, na região sul da Jerusalém, que é a área mais antiga da capital de Israel.